# 大浦镇
大浦镇，是中华人民共和国湖南省衡陽市衡东县下辖的一个乡镇级行政单位。

## 行政区划
大浦镇下辖以下地区：
东浦社区、大华社区、曾家坪村、集贤湾村、堰桥村、堰城村、长塘村、大明村、新庄村、农庄村、细村、卜子桥村、太平村、丰源村、清泉村、燕窝村、集泉桥村、甑箕岭村、荷塘村、蓟江潭村、双托村、渡江浦村、添塘村、黄花村、枫木塘村、新开村、茶亭村、民主村、大浦浅塘村、新民村、浦泉村、岭村、大浦村、狮塘村、锣塘村、青鸦村、老鸦村和油草塘村。

## 交通
- 京广铁路：大浦街站